# サリタ・ドンゴル
サリタ・ドンゴル（Sarita Dongol、1974年 - ）は、ネパールの画家。女性。

## 人物
トリブバン大学で美術史と絵画を学び1998年に卒業した。2002年には九州産業大学芸術学部へと留学し、今泉憲治のもとで学んでいる。福岡アジア美術館ではワークショップを開催したり、展覧会を開催したりしている。